# I Was Made to Love Her (musikalbum)
I Was Made to Love Her är ett musikalbum av Stevie Wonder som lanserades i augusti 1967 på skivbolaget Tamla-Motown. Det var hans sjunde studioalbum och döptes efter hans stora hitsingel sommaren 1967. Mestadelen av albumet består av covers på då redan etablerade Motown-hits som "My Girl" och "Can I Get a Witness", men det innehåller även några originalkompositioner.

## Låtlista
1. "I Was Made to Love Her" - 2:36
2. "Send Me Some Lovin' " - 2:29
3. "I'd Cry" - 2:33
4. "Everybody Needs Somebody (I Need You)" - 2:36
5. "Respect" - 2:21
6. "My Girl" - 2:55
7. "Baby Don't You Do It" - 2:11
8. "A Fool for You" - 3:16
9. "Can I Get a Witness" - 2:42
10. "I Pity the Fool" - 3:04
11. "Please, Please, Please" - 2:40
12. "Everytime I See You, I Go Wild!" - 2:52

## Listplaceringar
- Billboard 200, USA: #45[1]
- Billboard R&B Albums: #7